# Merionoeda falsidica
Merionoeda falsidica är en skalbaggsart som beskrevs av Holzschuh 2008. Merionoeda falsidica ingår i släktet Merionoeda och familjen långhorningar. Inga underarter finns listade i Catalogue of Life.